# I segni dell'anima
I segni dell'anima è un libro di Rosemary Altea, una scrittrice che si autodefinisce medium e sensitiva, tradotto in numerose lingue.
Con questo libro l'autrice ha offerto un modo nuovo di leggere e interpretare la psicologia degli individui, intesa nel senso etimologico di «scienza dell'anima», secondo un termine da lei usato esplicitamente. Rosemary Altea afferma che l'anima esiste, e che l'indole caratteriale degli esseri umani dipende essenzialmente da proprietà spirituali, e non solamente da fattori ambientali o genetici.

## Le quattro suddivisioni
Secondo quanto le avrebbe rivelato il suo spirito guida Aquila Grigia, le identità spirituali delle anime sono ripartite in quattro "segni" fondamentali, che ricalcano la suddivisione in quattro elementi (fuoco, terra, aria, acqua) tipica delle culture alchemiche; ma il suo metodo, pur riconoscendo che nelle credenze astrologiche sarebbe presente un fondamento di verità, si distacca dai concetti propri dell'astrologia (la data di nascita non ha ad esempio alcun peso): esso si basa sull'osservazione empirica di "segnali interiori", seguendo i quali ognuno può riuscire ad identificare il proprio carattere spirituale, nonché quello degli altri, individuando anche con quali persone si è più o meno "compatibili".
I quattro segni dell'anima sono suddivisi a loro volta in tre forme energie: una dotata di un carattere più introverso, una che è all'opposto la più estroversa, ed una situabile al centro tra le prime due. Lo schema che ne risulta è il seguente:
|        | Introversa    | Energia centrale     | Estroversa      |  |
| ------ | ------------- | -------------------- | --------------- |  |
| Fuoco: | Retrospettiva | Sognatrice           | Stella Luminosa |  |
| Terra: | Cacciatrice   | Visionaria           | Guerriera       |  |
| Aria:  | Viandante     | Profetessa           | Bambina         |  |
| Acqua: | Cercatrice    | Costruttrice di Pace | Grande Vecchia  |  |

### Le dodici anime
- L'anima di fuoco più introversa è chiamata da Altea "Retrospettiva": essa ha una personalità molto forte e impulsiva, spesso è idealista e coraggiosa, ma d'altra parte tende notevolmente al pessimismo e ad incontrare numerose difficoltà nel suo percorso evolutivo, vivendo in maniera marcata la negatività delle situazioni in cui si trova coinvolta.
- L'anima "Sognatrice" è più equilibrata della precedente, pur essendo anch'essa un segno di fuoco; in lei predominano quindi le emozioni ma soprattutto la fantasia, in virtù della quale risulta dotata di un temperamento artistico e creativo, il cui contraltare consiste in una tendenza a fantasticare e ad assentarsi dalla realtà.
- L'anima "Stella Luminosa" è la più estroversa del gruppo del fuoco; guidata dalle emozioni, tende spesso a esaltarsi e impegnarsi notevolmente nei progetti che le stanno a cuore. Le sue iniziative però, mancando di introspezione, rischiano di degenerare nella superficialità o nel fanatismo.
- Al gruppo della terra, caratterizzato da una volontà pragmatica e dalla tendenza alla pianificazione, appartiene la "Cacciatrice", personalità molto forte ma bisognosa di affetto, spesso possessiva e permalosa. Abile stratega, sa mettere da parte le emozioni del momento per raggiungere i suoi obiettivi.
- Nella "Visionaria" la tendenza tipica della terra alla razionalizzazione rischia di trasformarsi in scetticismo e sfiducia; pur propendendo a valutare con pragmaticità e schiettezza le questioni emotive, permane in lei una forza visionaria che la sostiene nonostante i dubbi e il pessimismo.
- Gli individui con un'anima "Guerriera" sono molto efficienti, pianificatori e volitivi, al punto che spesso assumono ruoli di comando. Per la loro impazienza e risolutezza rischiano tuttavia di impaurire gli altri o di essere evitati; la loro notevole profusione di energia li rende inoltre soggetti a momenti di affaticamento e di esaurimento fisico.
- Gli individui "Viandante" sono le anime introverse dell'energia dell'aria, caratterizzata da mansuetudine e passività: a differenza degli altri due segni dell'aria, si tratta in questo caso di persone fortemente indecise e volubili, convinte che l'erba del vicino sia sempre la più verde; pur interiorizzando molto le emozioni, hanno uno spirito anticonvenzionale e vagabondo sia a livello fisico che mentale.
- Coloro che hanno un'anima "Profetessa" sono i più disponibili e servizievoli del gruppo dell'aria, ma questa loro caratteristica li porta facilmente ad essere sfruttati dagli altri. Pur ricercando l'approvazione e il riconoscimento altrui, oltre un certo limite di sopportazione sono spinti a reagire dalla rabbia, caratteristica comune dei segni dell'aria.
- Il tratto tipico dell'anima "Bambina" è la sensibilità e l'infantilismo: si tratta di una persona spontanea, semplice, facilmente impressionabile, incline agli entusiasmi ma che può sembrare talvolta ingenua. Per la sua sensibilità è più esposta a subire l'impatto della dura realtà.
- Le anime appartenenti all'energia dell'acqua sono pacate come quelle dell'aria ma più propense alla valutazione razionale e ai compromessi. In particolare la "Cercatrice" tende ad essere piuttosto riflessiva, spesso è un'intellettuale che può assumere atteggiamenti di superiorità e di distacco rispetto agli altri, come se li guardasse dall'alto in basso.
- L'anima "Costruttrice di Pace" è più socievole della precedente, la sua esigenza di scendere a compromessi la spinge però ad evitare il più possibile le situazioni di conflitto, come le discussioni accese, finendo spesso per assumere una maschera superficiale di cordialità per amore della pace e dell'armonia.
- Gli individui con un'anima "Grande Vecchia" tendono molto a valutare e soppesare le cose prima di agire; spesso possono apparire conservatori e ancorati a vecchi principi. La loro estroversione li induce anche a ricercare negli altri le certezze di cui hanno bisogno, finendo talvolta per spazientirli.

Ogni singolo essere vivente del pianeta, compresi gli animali, rientra in una di queste dodici identità psicologiche. Ad esse va aggiunta però quella dell'Anima "Oscura", segno di Zolfo: la sua presenza è dovuta a una forza malvagia, ed è l'unica che non proviene da Dio.

### La tredicesima anima
L'Anima "Oscura" tende spesso a mimetizzare la propria natura, riuscendo così ad accattivarsi la simpatia e la vicinanza delle altre anime. Al momento opportuno, però, rivela la sua vera indole, nuocendo gravemente a chi le sta intorno.

## Edizioni
- I segni dell'anima, traduzione di Alessandra De Vizzi, Milano, Sperling & Kupfer, 2002,  p. 209, ISBN 88-200-3394-1.
- I segni dell'anima, edizione aggiornata e ampliata, traduzione di Alessandra De Vizzi, disegni di Drew Frantzen, Milano, Sperling & Kupfer, 2004, pp. 272, ISBN 88-8274-648-8.